# Музей Е. А. Боратынского
Музей Е. А. Боратынского (тат. Евгений Боратынский музее) — литературный музей, учреждение культуры города Казань.
Входит в структуру Национального музея Республики Татарстан.
Здание музея является объектом культурного наследия РФ федерального значения.
Музей в Казани — единственный музей, посвящённый поэту Е. А. Боратынскому (1800—1840) (в подмосковном Мураново находится «Мемориальный музей Е. А. Боратынского и Ф. И. Тютчева»).

## Мероприятия
Музей организует и проводит большую культурно-просветительскую работу, среди мероприятий — «Рождество в доме Боратынских», весенние «Литературные чтения в усадьбе Баратынских»; майская «Музейная ночь», летний Пушкинский День России, городской Праздник трезвости «Осеняя пуанта», школьные программы «Сказки Дядюшки Гусиное Перо» и поэтические программы для старшеклассников; заседания «Клуба любителей казанской старины», программы из цикла «Музыка Белого зала», «Поэтический театр Алексея Гомазкова» русской классической поэзии XVIII—XX веков. Кроме того, музей сохраняет и пропагандирует творческое наследие правнучки поэта — писательницы русского зарубежья и поэтессы Серебряного века Ольги Александровны Ильиной-Боратынской (1894—1991).

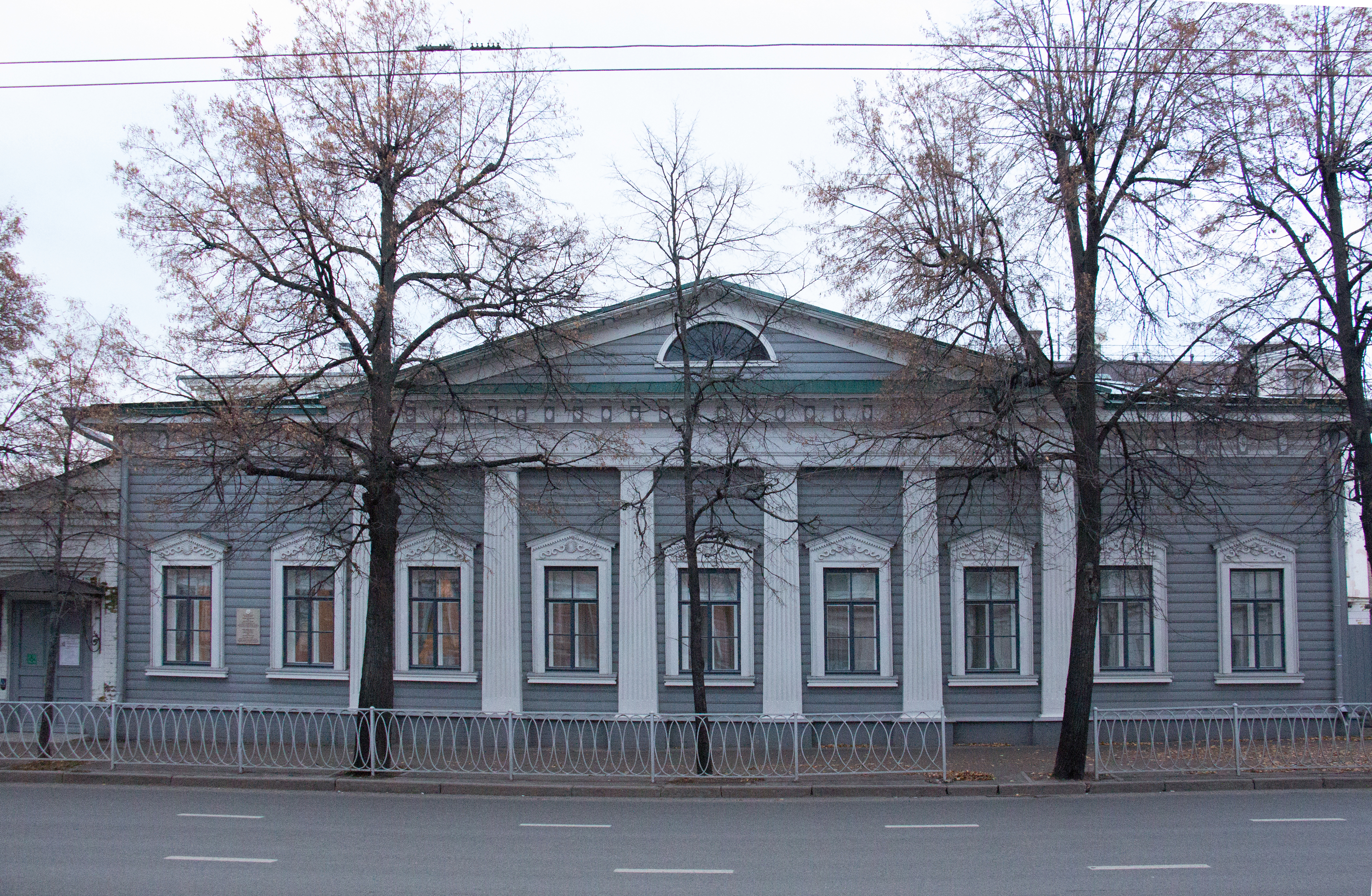
Усадьба Баратынского. Главный дом

## Экспозиция
Экспозиция музея посвящена жизни и творчеству русского поэта Евгения Абрамовича Боратынского (1800—1844) и его потомков, её основу составил семейный архив. В залах музея представлены прижизненные издания и личные вещи Е. А. Боратынского; поэта А. Дельвига, офорты В. А. Жуковского, живописные работы Н. И. Фешина, Н. М. Сапожниковой, А. И. Фомина, А. А. Боратынского, уникальный прижизненный портрет Л. Н. Толстого; прижизненный портрет младшего брата поэта — казанского губернатора Ираклия Боратынского (1802—1859); письменный стол (конторка), за которым, по семейному преданию, писал Александр Пушкин, бывший в Казани в сентябре 1833 года; семейные фотографии Боратынских.

## История
После смерти Боратынского его дети поселились в Казани, сын Николай купил на Лядской улице (ныне — Горького) усадьбу, прежде принадлежавшую старинным родам Апраксиных, Мамаевых, Чемодуровых, Казиных, Колбецких (главный усадебный дом в 1830-е годы был перестроен крупным казанским архитектором Ф. И. Петонди (1794—1874)), и перевёз сюда семью. Новый хозяин также произвёл в доме некоторые перестройки — сделал пристройку и расширил большой зал с колоннами, хорами и лепным потолком, на котором установил герб Боратынских. «Дом снаружи, хоть и невзрачный, но стильный» — вспоминала дочь поэта, Ксения. С 1869 по 1918 год здесь проживало 3 поколения потомков поэта, здесь бывали А. К. Казем-Бек, Н. Г. Гарин-Михайловский, Н. И. Фешин, А. И. Фомин, Н. М. Сапожникова, П. А. Радимов, Н. Н. Белькович и Григорий Распутин.
После Октябрьской революции 1917 года усадьбу реквизировали. В сентябре 1918 года был расстрелян последний владелец дома — внук поэта А. Н. Боратынский,, оставшиеся в живых Боратынские были вынуждены эмигрировать (в основном в Америку). Погибла богатая библиотека, многие материалы разошлись по другим собраниям (Пушкинский Дом АН СССР (Санкт-Петербург), Музей-заповедник «Усадьба „Мураново“ им. Ф. И. Тютчева» (Московская обл.), Российский архив литературы и искусства (Москва), Отдел рукописей и редких книг Научной библиотеки им. Н. И. Лобачевского Казанского университета, Музеях А. С. Пушкина в Санкт-Петербург и в Москве).
Во время Великой Отечественной войны на усадьбу упала бомба и стена дома была разрушена. В советское время в здании располагались различные учреждения, школа и детский сад. Длительные периоды, с 1932 года, здесь работала музыкальная школа № 1 имени Чайковского (в ней училась известные впоследствии музыканты Рустем Яхин, Алмаз Монасыпов, Софья Губайдулина).
Инициатором создания музея выступила казанский педагог и литератор Вера Георгиевна Загвозкина (1924—1994). Помощниками В. Загвозкиной в организации музея стали члены кружка «Любителей поэзии Е. А. Боратынского», была начата поисковая работа, изучены связи поэта с Казанью и жизнь его казанских потомков. Материалы для музея собирались в научно-поисковых экспедициях по «боратынским местам» Татарстана, были установлены связи с московскими и ленинградскими потомками поэта, собрано более 2 000 подлинных экспонатов (часть «Казанского архива Боратынских»: рукописи, документы, книги, фотографии, рисунки, эпистолярное наследие потомков
поэта).
Открытие музея состоялось 21 марта 1977 года. Первоначально он был открыт как музей казанской средней школы № 34. В 1981 году музей получил государственный статус. С 1983 года музей преобразован в отдел Объединенного государственного музея ТАССР.
В 1991 году музей разместился в западном флигеле городской усадьбы Боратынских.
В 2009 году в оперативное управление Национальному музею Республики Татарстан был передан главный усадебный дом. Он существенно перестраивался : была нарушена анфилада комнат, добавлены многочисленные перегородки, в начале 1970-х годов снесён восточный флигель. К началу XXI века усадьба подошла к грани уничтожения. С мая 2012 по сентябрь 2015 года в музее прошли реставрационные работы. Церемония открытия обновленного музея прошла с участием Президента Татарстана Рустама Минниханова.